# كيجي تشيبا
كيجي تشيبا (باليابانية: 千葉 恵二) (19 يونيو 1971 في إيواته في اليابان – )؛ هو لاعب كرة قدم سابق كان يلعب كحارس مرمى.